# Potočnica
Potočnica je malá vesnička ležící na chorvatském ostrově Pag. Nalézá se v severozápadní části ostrova, asi 10 km od města Novalja, jehož je administrativně částí. Potočnica leží na pobřeží Jaderského moře. Z vesničky se otevírá výhled na další chorvatské ostrovy Lošinj a Cres.